# 中国交通
中国交通（ちゅうごくこうつう）は、岡山交通中国交通カンパニーの通称。広島県東部に事業拠点を置き、両備グループに属する。

## 概要
広島県尾道市に営業所を置き、タクシー事業および貸切バス事業を営んでいる。広島県バス協会会員。
元は福山市を中心に路線バス事業を営む中国バスの100%子会社として設立、2019年に両備グループのタクシー・バス事業者である岡山交通に合併され、その社内カンパニーとなった。
なお、広島市と府中市に「中国タクシー」、岡山市に「新中国交通」とそれぞれ社名が酷似するタクシー事業者があるが、広島市や岡山市の企業とは全く関係が無く、府中市の企業は元々中国バスグループだったが、新会社移行時に離脱して資本関係が途絶えている。

## 沿革
- 2007年4月16日 - 会社設立。
- 2007年8月1日 - 旧中国交通の事業を継承し営業開始。
- 2019年10月1日 - 岡山交通へ吸収合併され、同社の社内カンパニー「中国交通カンパニー」となる[2]。
- 2023年8月12日 - 尾道営業所と御調営業所を統合し、御調営業所の場所が尾道営業所となる[5]。

## 事業所
- 尾道営業所
  - 広島県尾道市御調町市土井ノ内303-3

## 車両

### タクシー車両
一般タクシー用車両のほかジャンボタクシー車両も保有しており、トヨタ自動車製が中心。車体塗装は両備タクシーグループ各社と同じく小型車は黄色、中型車両は黒色基調となっている。

### 貸切バス車両
中国バスが保有する貸切・高速路線用車両と同一の塗装を採用しており、両備ホールディングス傘下となってからは中国バス同様車両に両備グループのCIロゴ「RYOBI GROUP Ryobi」と新社章（両備ホールディングスと同じ）が入れられた。また、両備バス本体からの移籍車両も在籍しており、こちらは社名のみ「中国交通」に変更した状態で運用されている。